# Nairobi City Stars
Nairobi City Stars – kenijski klub piłkarski grający w kenijskiej pierwszej lidze, mający siedzibę w mieście Nairobi. Wcześniej nosił nazwę World Hope.

## Sukcesy
- Puchar Kenii[1]:
  - zwycięstwo (1): 2005.

## Występy w afrykańskich pucharach
| Sezon | Rozgrywki           | Runda   | Kraj   | Klub                        | Dom | Wyjazd | Dwumecz |
| ----- | ------------------- | ------- | ------ | --------------------------- | --- | ------ | ------- |
| 2006  | Puchar Konfederacji | wstępna | Uganda | Uganda Revenue Authority SC | 1–1 | 0–1    | 1–2     |

## Stadion
Domowe mecze klub rozgrywa na stadionie o nazwie Hope Centre w Nairobi. Stadion może pomieścić 5000 widzów.

## Reprezentanci kraju grający w klubie
Stan na sierpień 2023.
| - Noah Abich - Justus Basweti - David Gateri - Oscar Kadenge - Anthony Kimani - David King’atua - Ibrahim Kitawi - Mark Makwata - Nicholas Meja - George Midenyo - Levy Muaka - Asad Musa - Innocent Mutiso - Collins Ochieng | - Kevin Ochieng - Fred Okello - Collins Okumu - Kevin Oliech - Wesley Onguso - Peter Opiyo Odhiambo - David Otieno - Vincent Otieno - Timothy Ouma - Collins Tiego - Thomas Wanyama - George Abege - Dan Sserenkuma - Yusuf Ssozi |